# Fiskeboller

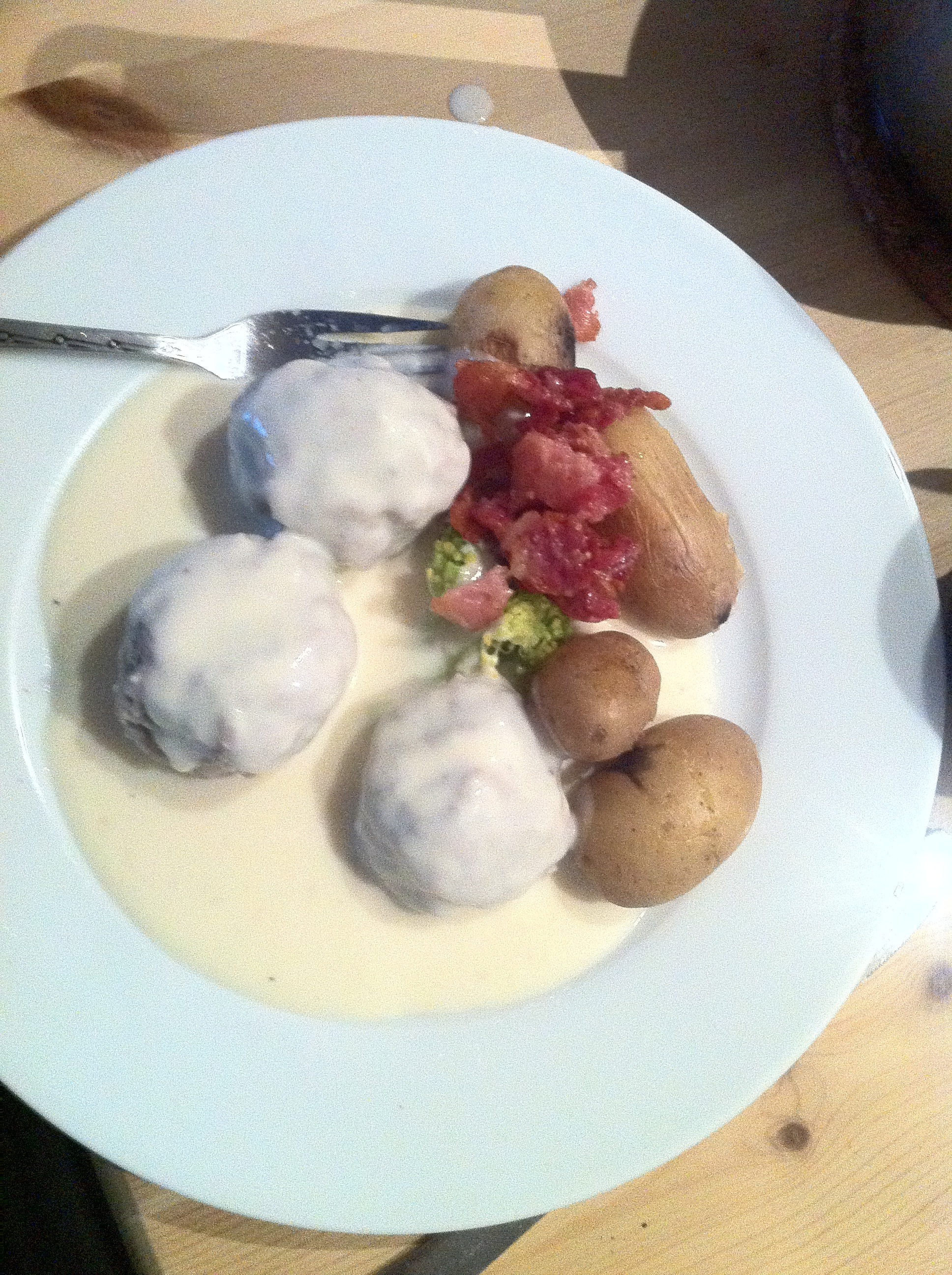
Fiskeboller mit Sauce

Fiskeboller, zu Deutsch etwa Fischklöße, sind ein in Norwegen beliebtes und weit verbreitetes Fischgericht.
Die Fiskeboller gleichen kartoffelgroßen Klößen und bestehen aus zerkleinertem Fischfilet oder Fischmehl, Kartoffelstärke, Milch, Salz sowie je nach Rezept unterschiedlichen Gewürzen. Die Fiskeboller werden in Skandinavien meist als Fertiggerichte oder in Konservendosen abgefüllt angeboten.
Man serviert diese weißlichen Klöße gewöhnlich mit gekochten Kartoffeln und Gemüse. Kleinere Fiskeboller werden auch als Suppeboller bezeichnet und dienen vorwiegend als Einlage in Suppen.